# GLI1
Proteína de dedo de zinc GLI1 también conocido como oncogén asociado al glioma es una proteína que en los humanos está codificado por el gen GLI1. Originalmente se aisló de células de glioblastoma humano.

## Función
Las proteínas GLI son los efectores de la señalización de Hedgehog (Hh) y se ha demostrado que están involucradas en la determinación del destino celular, la proliferación y el patrón de muchos tipos de células y en la mayoría de los órganos durante el desarrollo del embrión. En la médula espinal en desarrollo, los genes diana de las proteínas GLI, que son en sí mismos factores de transcripción, se organizan en una compleja red reguladora de genes que traduce el gradiente de concentración extracelular de Sonic hedgehog (Shh) en diferentes destinos celulares a lo largo del eje dorsoventral. </ref>
Los factores de transcripción GLI activan/inhiben la transcripción al unirse a genes sensibles a la GLI e interactuar con el complejo de transcripción. Los factores de transcripción GLI tienen dominios de dedos de zinc que se unen al ADN, que también se unen a secuencias consenso en sus genes diana para iniciar o suprimir la transcripción. Yoon demostró que la mutación del dominio del dedo de zinc inhibió el efecto de las proteínas, lo que demuestra su papel como factor de transcripción. Las proteínas GLI tienen una región de 18 aminoácidos muy similar al dominio de activación de la proteína 16 α-helicoidal del virus herpes simple. Este dominio contiene un elemento de reconocimiento de consenso para el factor TAFII31 asociado a la proteína de unión a la caja TATA TFIID humana. Se ha demostrado que otras proteínas como "Missing in Metastasis" (MIM/BEG4), potencian los efectos de los factores de transcripción de GLI en la transcripción del gen objetivo. Se ha demostrado que GLI y MIM actúan sinérgicamente para inducir el crecimiento epidérmico y los injertos de sobreexpresión MIM+GLI1 muestran patrones de crecimiento similares a los injertos Shh. </ref>

## Familia GLI
Hay tres miembros en la familia: GLI1, GLI2 Y GLI3, que son todos factores de transcripción que median la vía Hh. Los genes GLI1, GLI2 y GLI3 codifican factores de transcripción que contienen dominios de dedos de zinc en tándem C2-H2 conservados y una secuencia de consenso histidina/cisteína entre los dedos de zinc. En ratones transgénicos, el mutante GLI1 que carece de dedos de zinc no induce objetivos Sonic Hedgehog (Shh). El tramo conservado de 9 aminoácidos conecta la histidina C-terminal de un dedo con la cisteína N-terminal del siguiente. Se ha demostrado que el dominio de unión al ADN del dedo de zinc con proteína GLI1 y GLI2 se une al sitio de unión consenso de ADN GACCACCCA.
La regulación transcripcional de las proteínas GLI es específica del tejido para muchos objetivos. Por ejemplo, GLI1 en los queratinocitos primarios regula al alza FOXM1 mientras que en las células mesenquimáticas C3H10T1/2 se ha demostrado que regula al ala el receptor del factor de crecimiento derivado de plaquetas PDGFRa.
El GLI1 humano codifica un activador de la transcripción involucrado en el desarrollo, que es un oncogén conocido. Se ha encontrado que las regiones N-terminales de GLI1 reclutan complejos de histona desacetilasa a través de SuFu, que participan en el plegamiento del ADN en los cromosomas . Esto puede regular negativamente la transcripción, lo que indica que GLI1 podría actuar como inhibidor transcripcional y como activador. La región promotora de GLI1 humana está regulada por una región 5' de 1,4 mil bases que incluye una secuencia flanqueante 5', un exón no traducido y 425 pares de bases del primer intrón. Numerosas proteínas como Sp1, USF1, USF2 y Twist también están involucradas en la regulación del promotor GLI1. Durante el desarrollo del embrión de ratón, se puede detectar la expresión de GLI1 en el mesodermo intestinal, el tubo neural ventral, la capa ependimaria de la médula espinal, el prosencéfalo, el mesencéfalo, el cerebelo y en los sitios de formación de hueso endocondral. Algunos de los objetivos genéticos posteriores del GLI1 humano incluyen reguladores del ciclo celular y la apoptosis, como la ciclina D2 y la plakoglobina, respectivamente. GLI1 también regula al alza FoxM1 en BCC. La expresión de GLI1 también puede imitar la expresión de Shh en ciertos tipos de células.

## Aislamiento
GLI1 se aisló originalmente de un tumor de glioma y se ha encontrado que está regulado por aumento en muchos tumores, incluidos los tumores musculares, cerebrales y de la piel, como el carcinoma de las células basales (CCB). Las alteraciones del número de copias de ADN que contribuyen a una mayor conversión de los oncogenes GLI1-3 en activadores transcripcionales por la vía de señalización de Hedgehog se incluyen en un patrón de todo el genoma, que se correlacionó con el resultado de un paciente con astrocitoma. Los genes Shh y GLI se expresan normalmente en los folículos pilosos, y los tumores de piel que exoresan GLI1 pueden surgir de los folículos pilosos. El nivel de expresión de GLI1 se correlaciona con el grado tumoral en los sarcomas de huesos y tejidos blandos. Los ratones transgénicos y las ranas que sobreexpresan GLI1 desarrollan tumorers similares a BCC, así como otras neoplasias derivadas del folículo piloso, como tricoepiteliomas, cilindromas y tricoblastomas. La expresión de GLI1 en la epidermis de la rana embrionaria da como resultado el desarrollo de tumores que expresan GLI1 endógeno. Esto sugiere que GLI1 sobreexpresado solo es probablemente suficiente para el desarrollo tumoral. Por lo tanto, se predice que las mutaciones que conducen a la expresión de GLI1 en las células basales inducen a la formación de BCC.

## Interacciones
GLI1 ha demostrado interactuar con: 
- SAP18,[26]
- STK36,[27]
- SUFU,[28][29][30] y
- ZIC1 .[31]